# پسر گمشده
پسر گمشده نام یک کتاب ادبی است که توسط آندره ژید، نویسندهٔ اهل فرانسه نوشته شده‌ است. این کتاب یکی از آثار مشهور ادبی جهان است.